# Marino Fernández-Fontecha
Marino Fernández-Fontecha y Saro, abogado santanderino (Cantabria), fue alcalde de Santander durante un corto periodo entre los años 1974 y 1975. Sin embargo, Fernández-Fontecha es quizás más recordado por su labor como abogado.
Es de destacar el litigio que durante años mantuvo por la expropiación
indebida que en 1991 Hormaechea hizo del solar adyacente al Palacio de Festivales de Santander, cuyo propietario era Astilleros del Átlántico. La compañía, que entonces estaba en la quiebra, no se opuso a la infravaloración que de la finca se hizo. No obstante, en 1988, año del cierre del astillero, Hormaechea se comprometió a hacer frente a las prejubilaciones de los empleados.
Tiempo después, Fernández-Fontecha comenzó el litigio en el que reclamaría que el valor de la parcela expropiada debía haber sido el correspondiente a suelo edificable. De nada sirvió el recurso presentado por el presidente del Ejecutivo Cántabro, Martínez Sieso. El Tribunal Supremo daba la razón a Fernández-Fontecha.
Tras el fallecimiento del exalcalde de Santander en el año 2000, fue el abogado Jesús Pellón Fernández-Fontecha el encargado de continuar con la labor de Fernández-Fontecha.
Tiene una hija llamada Leonor.
| Predecesor: Alfonso Fuente Alonso | Alcalde de Santander 1974-1975 | Sucesor: Alfonso Fuente Alonso |

- Datos: Q5575339